# Aricia postgallica
Aricia postgallica är en fjärilsart som beskrevs av Le Moult 1948. Aricia postgallica ingår i släktet Aricia och familjen juvelvingar. Inga underarter finns listade i Catalogue of Life.